# Serviço Diplomático da Letônia no exílio
O Serviço Diplomático da Letônia no exílio foi o único órgão governamental da República da Letônia que continuou as suas atividades durante a ocupação nazista e soviética da Letónia durante 1940-1991. Os diplomatas letões que estavam estacionados em embaixadas e consulados no momento da ocupação em 1940 recusaram-se a reconhecer a ocupação e a regressar à Letônia Soviética. Continuaram a representar formalmente os interesses da Letônia nos países que não reconheceram a anexação soviética. Após a restauração da independência da Letônia em 1991, os diplomatas começaram a reportar ao restaurado Ministério dos Negócios Estrangeiros da Letônia.

## História
A Letônia foi ocupada em 17 de junho de 1940, pelas tropas do Exército Vermelho e oficialmente anexada à União Soviética em 5 de agosto de 1940 na forma da República Socialista Soviética da Letônia.
Um mês antes da ocupação, em 17 de maio de 1940, o Gabinete de Ministros concedeu poderes extraordinários a Kārlis Zariņš, Embaixador da Letônia no Reino Unido. O Sr. Zariņš foi autorizado a defender os interesses da Letônia, supervisionar o trabalho das representações da Letônia no estrangeiro e gerir as suas finanças e propriedades. Isto criou uma base jurídica para o funcionamento do serviço diplomático na ausência de um governo legal na Letônia. 
Os Estados Unidos nunca reconheceram a anexação forçada e ilegal dos Estados Bálticos em conformidade com os princípios da Doutrina Stimson (Declaração do Subsecretário de Estado dos EUA, Sumner Welles, de 23 de Julho de 1940), e mais de 50 países seguiram esta posição.
O trabalho do serviço diplomático foi financiado pelas reservas de ouro da Letônia em bancos estrangeiros. 

## Atividade
Durante a ocupação, as missões diplomáticas letãs continuaram o seu trabalho na Argentina, Brasil, Austrália, Canadá, Dinamarca, França, Alemanha Ocidental, Itália, Países Baixos, Noruega, Espanha, Suécia, Suíça, Reino Unido e Estados Unidos. 
O serviço diplomático letão emitiu regularmente declarações oficiais sobre a ilegalidade da ocupação soviética e anexação da Letónia, bem como sobre o direito da Letónia de restaurar a sua independência nacional. Protegia também os interesses dos cidadãos letões no estrangeiro e dos bens letões no estrangeiro. Em 1947, uma comunicação conjunta sobre a ocupação dos Estados Bálticos à ONU foi enviada pelos diplomatas estônios, letões e lituanos no estrangeiro. O Apelo Báltico às Nações Unidas (agora "Associação Báltica às Nações Unidas") foi formado em 1966.
Em 26 de março de 1949, o Departamento de Estado dos EUA emitiu uma circular afirmando que os Estados Bálticos ainda eram nações independentes com os seus próprios representantes diplomáticos. 
Em 1969, o conselheiro letão dos EUA, Anatols Dinbergs, entre líderes de 73 países ao redor do mundo, assinou as Mensagens de Boa Vontade da Apollo 11  em nome da nação letã.
No entanto, a Letônia não foi autorizada a estabelecer um governo no exílio em qualquer país ocidental ou a assinar a Declaração das Nações Unidas (1942), como desejavam os diplomatas letões. O Ministério das Relações Exteriores soviético emitiu protestos formais contra as missões diplomáticas do Báltico que permaneciam abertas em Washington D.C. e em outros lugares.  No Canadá, a lista oficial de diplomatas incluía os escritórios dos estados bálticos: Estônia, Letônia e Lituânia. No início da década de 1960, isso fez com que a Embaixada Soviética no Canadá se recusasse a receber as listas distribuídas pelo Departamento Canadense de Relações Exteriores.  Eventualmente, o Reino Unido excluiu os diplomatas do Báltico da Lista Diplomática, mas como compromisso, os diplomatas do Báltico continuaram a ser aceites como possuidores de carácter diplomático pelos Governos de Sua Majestade. 
O serviço diplomático letão no exílio cooperou activamente com organizações da diáspora letã em esforços conjuntos para impedir que os países ocidentais reconhecessem formalmente a anexação da Letónia pela URSS.  A existência do serviço diplomático exilado foi mais uma demonstração da ilegalidade da anexação.

## Transição de mandato após restauração da independência
O serviço diplomático exilado da Letónia desempenhou um papel importante durante a restauração da independência da Letónia em 1988-1990 e na garantia da continuidade jurídica entre o novo Estado letão independente e a República da Letônia entre guerras. 
O parlamento da Letônia restaurou oficialmente a independência total do país em 21 de agosto de 1991, na sequência da tentativa fracassada de golpe de estado soviético. O amplo reconhecimento internacional da independência restaurada começou depois disso, e as legações e consulados do serviço diplomático exilado foram transferidos para o Ministério dos Negócios Estrangeiros da Letônia. Anatols Dinbergs, o último chefe do serviço diplomático no exílio, foi promovido ao posto de Embaixador e Representante Permanente nas Nações Unidas (setembro - dezembro de 1991), bem como Embaixador nos Estados Unidos (1991-1992).

## Chefes do serviço diplomático da Letônia no exílio
- Kārlis Zariņš (Charles Zarine) (1940–1963)
- Arnolds Spekke (1963–1970)
- Anatols Dinbergs (1971–1991)